# Shimanto (fiume)
Il fiume Shimanto (四万十川) è un fiume che scorre nella parte occidentale della Prefettura di Kōchi, Giappone. Si sviluppa per 196 km in lunghezza, con un bacino di 2.270 km².
Poiché il fiume è lontano dalle grandi città e non ha grandi dighe, a volte è denominato "l'ultimo chiaro flusso del Giappone".
Il fiume ha anche 47 chinkabashi (ponti di affondamento), compresi quelli degli affluenti. I chinkabashi sono ponti senza parapetti, in modo da non essere spazzati via dalle inondazioni. La prefettura ha deciso di mantenerli come fossero un patrimonio culturale.